# Tessaria dodoneifolia
Tessaria dodoneifolia là một loài thực vật có hoa trong họ Cúc. Loài này được (Hook. & Arn.) Cabrera miêu tả khoa học đầu tiên năm 1939.